# Franz Xaver Hammer
Pour les articles homonymes, voir Hammer.
Franz Xaver Hammer (Oettingen, 1741 – Ludwigslust, 11 octobre 1817) est un gambiste, violoncelliste et compositeur allemand.

## Biographie
Rien n'est connu de l'enfance et de la formation de Franz Xaver Hammer. Ses professeurs sont restés anonymes.
À partir de mars 1771 jusqu'en 1778, il travaille de sous la direction de Joseph Haydn, en tant que violoncelliste de l'ensemble de la cour de Nicolas Ier Esterhazy à Eisenstadt et au palais Eszterházy. Il semblerait que Haydn compose trois concertos pour violoncelle à son intention. Son salaire initial, à hauteur de 100 ducats et 30 kreuzers, qui a été augmenté plusieurs fois, suggère d'extraordinaires qualités d'instrumentiste. Lors de la création de l'oratorio Il Ritorno di Tobia (1775) de Haydn, Hammer joue son propre concerto pour violoncelle. Au cours de la période 1776-1813, il est membre de la société des musiciens viennois. Hammer est considéré comme l'un des plus importants virtuoses de la viole de gambe et du violoncelle de son époque.
Les causes de départ pour Presbourg (aujourd'hui Bratislava) en 1778 sont inconnues. Il travaille pour le cardinal Batthiany jusqu'en 1782. Il se produit en concert avec ses propres concertos, notamment à Prague en 1785 et Berlin deux ans plus tard. En 1785, il est musicien de chambre à la cour de Meklenburg-Schwerin à Ludwigslust, où s'était produit le londonien Karl Friedrich Abel, gambiste lui aussi, quelques années plus tôt (1782).
De ses œuvres ont survécu cinq sonates pour viole de gambe, viole d'amour et violoncelle avec basse continue, ainsi que des collections d'exercices pédagogiques en manuscrits et des concertos pour violoncelle ou viole de gambe et orchestre.

## Discographie
- Le dernier gambiste : sonates pour viole de gambe - Simone Eckert, viole de gambe ; Hamburger Ratsmusik : Dorothee Palm, violoncelle ; Ulrich Wedemeir, théorbe ; Karl-Enest Went, clavecin et pianoforte  (19-22 janvier 1999, Christophorus Records CHR 77303) (OCLC 48239370 et 1013280866)